# Fortune (revista)
Fortune és una revista global de negocis publicada per Time Inc. i fundada per Henry Luce el 1930. El negoci editorial -integrat per Time, Life, Fortune, i Sports Illustrated- va créixer fins a convertir-se en Time Warner. Posteriorment AOL va créixer a l'adquirir Time Warner el 2000, quan Time Warner era el major conglomerat mediàtic en el món. Els principals competidors de Fortune en la categoria de revistes de negocis als Estats Units són: Forbes i Bloomberg Businessweek. La revista és especialment coneguda per la seua llista anual de companyies per guanys. Cnnmoney.com és la seu en línia de Fortune a més de ser d'una altra revista dit Money.

## Història
Fortune va ser fundada per Henry Luce, cofundador de Time, el febrer de 1930, 4 mesos després del col·lapse de Wall Street el 1929 que va marcar el començament de la Gran Depressió. Briton Hadden, soci de Luce, no estava molt emocionat amb la idea -que en un principi es titularia Power- no obstant Luce va continuar amb el projecte després de la mort de Hadden el 27 de febrer de 1929 (probablement de septicèmia).
Luce va escriure una nota de recordatori a la taula directiva de Time, Inc el novembre de 1929: "No serem excessivament optimistes. Hem de reconéixer que aquest declivi del negoci podria durar un any sencer."
Les còpies d'eixa primera impressió costaven un dòlar quan les del Sunday New York Times costaven només cinc centaus de dòlar. En el temps en el qual les publicacions de negocis eren una mica més que números i estadístiques impreses en blanc i negre, Fortune era de dimensions exagerades (11"x14"), usava un tipus de paper gruixut, i tenia una portada amb art imprés mitjançant un procés especial. També va rebre reconeixement per les seues fotografies, que eren feina de Margaret Bourke-White i uns altres. Walker Evans seria el seu editor de fotografia de 1945 a 1965.